# Тіон (Вануату)

Тіон (також Острів дельфінів) - невеликий безлюдний острів у провінції Санма Вануату в Тихому океані.

## Географія
Тіон розташований за кілька кілометрів в Акулячій затоці біля східного узбережжя Еспіриту-Санту. Орієнтовна висота місцевості над рівнем моря становить близько 213 м. На острові є два прісноводних озера.  Тіон не завжди був безлюдним. На ньому знаходиться старе закинуте скотарське господарство. Однак зараз острів безлюдний і використовується місцевими жителями лише для пікніків. Острів Тіон також відомий як Острів дельфінів через його профіль. 